# Division de Sri Aman
La Division de Sri Aman (en malais, Bahagian Sri Aman) est une division administrative de l'État de Sarawak en Malaisie. Avec une superficie de 5 466,7 km2, elle faisait partie de ce qui était appelée la « Seconde Division » et se nommait District de Simanggang.
Les 93 379 habitants de la Division sont principalement des Chinois, des Iban et des Malais.
L'économie régionale est essentiellement agricole. La Division de Sri Aman se trouve dans la plus grande zone agricole du Sarawak.
Les parcs nationaux de Batang Ai et de Maludam font partie de la Division. Le tourisme, et en particulier l'écotourisme et le tourisme culturel est une partie importante de l'économie locale.

## Districts
La Division de Sibu est elle-même divisée en deux districts suivants :
| Nom                    | Surface   | Capitale   |
| ---------------------- | --------- | ---------- |
| District de Lubok Antu | 3 143 km2 | Lubok Antu |
| District de Sri Aman   | 3 143 km2 | Sri Aman   |

## Membres du parlement
| Parlement         | Membre             | Parti       |
| ----------------- | ------------------ | ----------- |
| P201 Batang Lupar | Rohani Abdul Karim | GPS (PBB)   |
| P202 Sri Aman     | Masir Kujat        | Indépendant |
| P203 Lubok Antu   | Jugah Muyang       | Indépendant |

### Liens connexes
- Division de Malaisie orientale